# Palacete dos Viscondes de Balsemão
O Palacete dos Viscondes de Balsemão é um edifício histórico localizado na Praça de Carlos Alberto, na freguesia da Vitória, na cidade do Porto, em Portugal.
Mandada construir, em meados do século XVIII, pelo fidalgo José Alvo Brandão, esta casa entra no património da família Balsemão por casamento de D. Maria Rosa Alvo com seu primo Luís Máximo Alfredo Pinto de Sousa Coutinho, 2.º Visconde de Balsemão.
Na década de 1840, António Bernardino Peixe alugou o palacete, transferindo a hospedaria que tinha na Rua do Bonjardim para este local. O que celebrizou esta hospedaria foi a estadia, entre 19 e 27 de Abril de 1849, do exilado rei Carlos Alberto da Sardenha, enquanto esperava pela preparação da casa da Quinta da Macieirinha, onde viria a falecer em 28 de Julho do mesmo ano.
Em 1854, o palacete foi adquirido pelo 1.º Visconde da Trindade, José António de Sousa Basto, grande proprietário e capitalista, que introduziu profundas alterações no edifício, vindo a casa a atingir o maior esplendor que se lhe conhece.
Desde 1996, aqui funcionam alguns serviços da Câmara Municipal do Porto, nomeadamente a Direcção Municipal de Cultura, o Gabinete de Arqueologia Urbana, bem como o Gabinete de Numismática, em 2009 transferido da Casa Tait.

Em 2022, os Hotéis do Bom Jesus, adquiririam o palacete, para o transformar em hotel, o sétimo do grupo.